# Bandiera di Sark
La bandiera di Sark è una croce di San Giorgio con un cantone rosso in alto a sinistra con due leoni gialli all'interno. Lo stemma nel cantone è molto simile alla bandiera della vicina Normandia.
Essa fu disegnata da Herbert Pitt nel 1938, e fu adottata per rappresentare il Signore di Sark. Dopo decenni di uso non ufficiale, la bandiera di Pitt fu formalmente adottata come bandiera ufficiale di Sark il 4 giugno 2020, su concessione da parte della Regina Elisabetta.